# أول درجة مهنية
أول درجة مهنية(بالإنجليزية: First professional degree)‏ هي درجة جامعية تؤهل صاحبها إلى مهنة معينة عن طريق التأكيد على أنه يملك المهارات والكفاءة جنبا إلى جنب مع العلوم النظرية والتحليل. هذه المهن عادة ما تكون مرخصة أو غير ذلك وبتنظيم حكومي أو وافقت الحكومة بشكل أو آخر عليها. والمجالات عديدة مثل التمريض، والهندسة المعمارية، والجراحة، والقانون والطب، والهندسة، وهندسة البرمجيات وطب الأسنان، وعلم النفس، والمحاسبة، وعلم السمع، والعلاج الفيزيائي، وقياس مدى البصر، والصيدلة، والعمل الاجتماعي والديني، أو التعليم، من بين أمور أخرى، وغالبا ما تتطلب درجة علمية من هذا القبيل لمنح التراخيص.

## اقرأ أيضا
- بكالوريوس في جراحة الأسنان